# Dunafalva
Dunafalva este un sat în districtul Baja, județul Bács-Kiskun, Ungaria, având o populație de 935 de locuitori (2011). 

## Demografie
Componența etnică a satului Dunafalva
     Maghiari (86,41%)
     Germani (9,8%)
     Romi (2,63%)
     Croați (1,16%)
Componența confesională a satului Dunafalva
     Romano-catolici (68,34%)
     Fără religie (9,3%)
     Reformați (2,67%)
     Necunoscută (19,14%)
     Luterani (0,53%)
     Alte religii (0,53%)
Conform recensământului din 2011, satul Dunafalva avea 935 de locuitori. Din punct de vedere etnic, majoritatea locuitorilor (86,41%) erau maghiari, existând și minorități de germani (9,8%), romi (2,63%) și croați (1,16%).  Din punct de vedere confesional, majoritatea locuitorilor (68,34%) erau romano-catolici, existând și minorități de persoane fără religie (9,3%) și reformați (2,67%). Pentru 19,14% din locuitori nu este cunoscută apartenența confesională.